# Tånga heds naturreservat

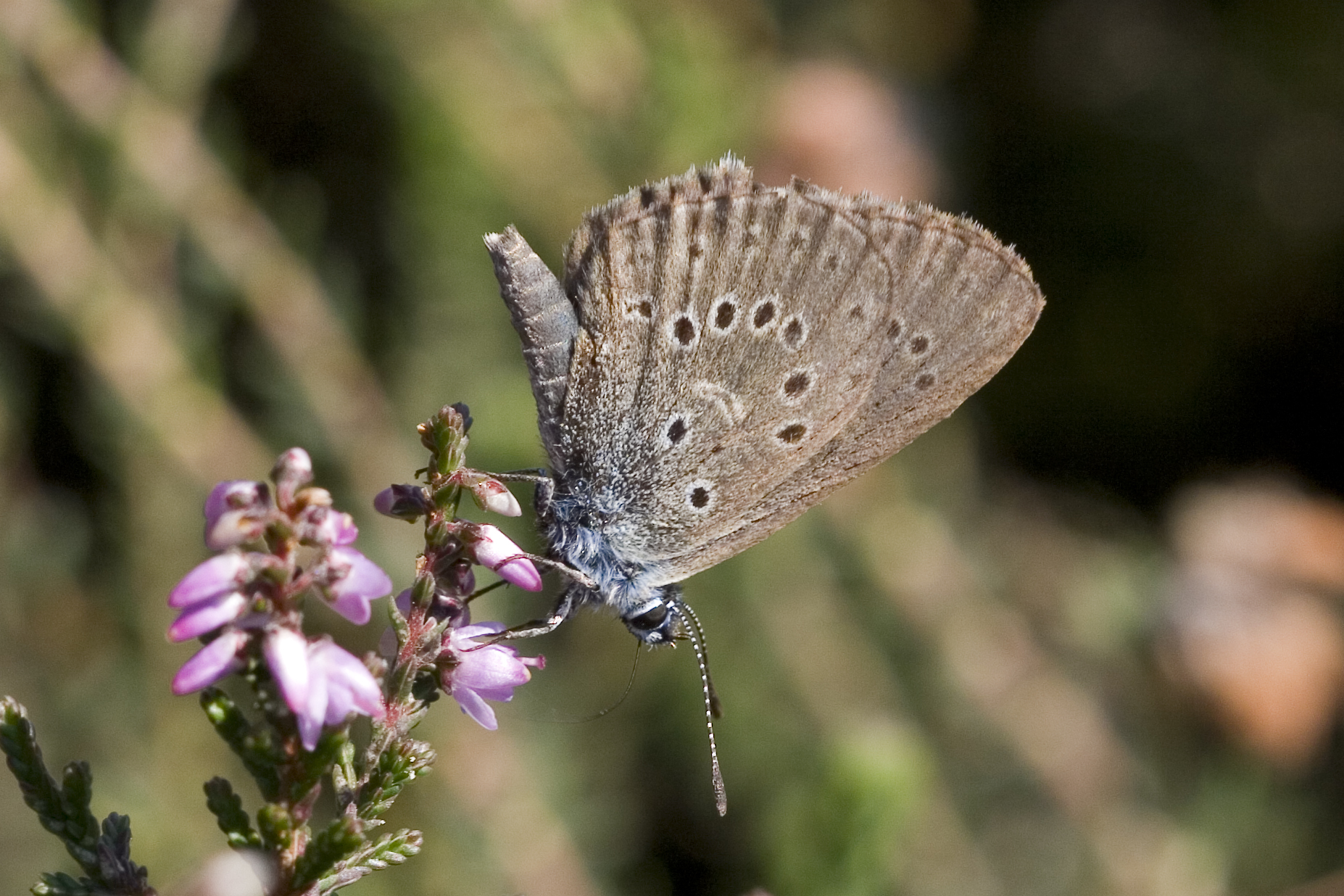
Alkonblåvinge

Tånga hed är ett naturreservat i Algutstorps socken i Vårgårda kommun i Västergötland.
Tånga Hed ligger strax sydöst om centrala Vårgårda tätort. Större delen av området var tidigare ljungbeväxt betesmark. Under tiden 1862 - 1962 utgjorde Tånga Hed exercisplats för Kungliga Göta Artilleriregemente. Under tiden 1963 - 1995 användes heden av I 15 i Borås. På senare tid har området vuxit igen. 
I området finns hotade eller sällsynta arter. Där finns t.ex. mosippa, granspira, ljungögontröst och klockgentiana. Fjärilen alkonblåvinge kan ses.
Området ingår i EU:s ekologiska nätverk av skyddade områden, Natura 2000.
Det förvaltas av Västkuststiftelsen och är skyddat sedan 2003. Storleken är 39 hektar.